# تشارلز كالديرون
تشارلز كالديرون هو محامي وسياسي أمريكي، ولد في 12 مارس 1950 في مونتيبيلو في الولايات المتحدة. نشط حزبياً في حزب كاليفورنيا الديمقراطي ‏ والحزب الديمقراطي. وقد انتخب عضو مجلس ولاية كاليفورنيا ‏ وانتخب عضو جمعية ولاية كاليفورنيا ‏.